# سونوگرافی ان تی

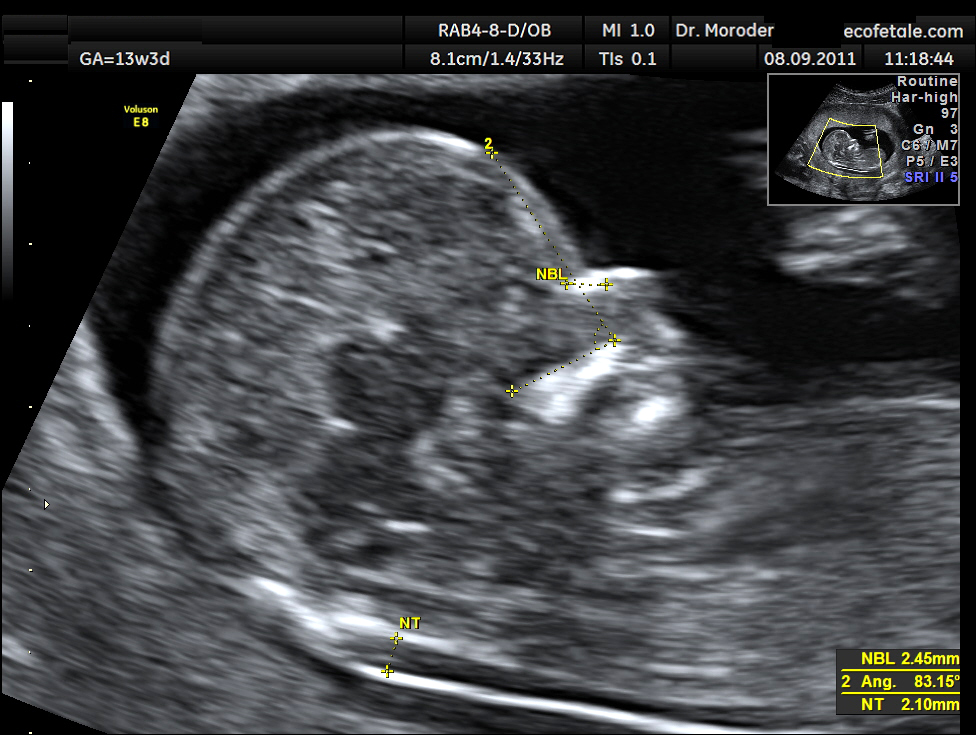
سونوگرافی ان تی

سونوگرافی ان تی (به انگلیسی: Nuchal scan یا nuchal translucency) یک روش تصویربرداری و بخشی از غربالگری سه ماه اول بارداری است که از آن برای تشخیص ناهنجاری‌های احتمالی کروموزومی در جنین استفاده می‌شود. از آنجایی که ناهنجاری‌های کروموزومی می‌تواند منجر به اختلال در رشد قلب و عروق نوزاد شود، از سونوگرافی ان تی به عنوان روش غربالگری برای بیماری‌هایی مانند سندرم داون، سندرم پاتو، سندرم ادواردز استفاده می‌شود.

## موارد قابل بررسی
در این سونوگرافی تشخیصی از اندازه‌گیری دو مارکر به نام استخوان بینی (nb) و ضخامت مایع پشت گردن جنین (nt) استفاده می‌شود. اندازه‌گیری ضخامت مایع پشت گردن جنین به‌طور معمول در پایان سه‌ماهه اول، بین هفته ۱۱ تا ۱۳ بارداری و همچنین در سه‌ماهه دوم بارداری انجام می‌شود. با افزایش ضخامت مایع، احتمال ناهنجاری و مرگ و میر کروموزومی افزایش می‌یابد. از طرفی این سونوگرافی به انتخاب تاریخ دقیق تر برای زایمان و تشخیص سلامت جنین نیز کمک می‌کند.

## چگونگی انجام
این سونوگرافی از یازده هفته و صفر روز تا سیزده هفته و شش روز قابل انجام است و بهترین زمان انجام هفته دوازدهم بارداری است. در این سونو تصویر جنین تا ۷۵٪ بزرگ‌تر شده و روی صفحه متصل به دستگاه، نمایش داده می‌شود. سپس با دقت باید اندازه‌گیری‌های گفته شده از روی تصویر انجام گیرد. ضخامت مایع پشت گردن جنین به طول فرق سر تا دنبالچه (CRL) جنین بستگی دارد. متأسفانه در میان آن دسته از جنین‌هایی که میزان این ضخامت بیش از مقادیر طبیعی است، احتمال بروز ناهنجاری قابل توجه، نسبتاً زیاد است.

## تفسیر
مقادیر بدست آمده هنگامی که CRL بین ۴۵ تا ۸۴ میلی‌متر است (۱۱ هفته ۳ روز تا ۱۳ هفته ۶ روز) ممکن است برای غربالگری ترکیبی سه‌ماهه اول استفاده شود. ضخامت کمتر از ۲٫۲ الی ۲٫۸ میلی‌متر با افزایش خطر همراه نیست، اما این موضوع تا حدی نیز به سن مادر بستگی دارد و باید با سن دقیق بارداری و CRL مطابقت داشته باشد. در موارد ضخامت بالاتر از ۳ میلی‌متر باید تست‌های تکمیلی مانند آمنیوسنتز یا سل فری انجام شود.